# Thulendorf
Thulendorf är en kommun och ort i Landkreis Rostock i förbundslandet Mecklenburg-Vorpommern i Tyskland.
Kommunen ingår i kommunalförbundet Amt Carbäk tillsammans med kommunerna Broderstorf, Poppendorf och Roggentin.